# Gustave De Battice
Gustave De Battice (Gent, 19 mei 1839 - Grotenberge, 13 augustus 1889) was een rooms-katholiek priester en bisschop.

## Levensloop
Gustave De Battice was de zoon van Leonard De Battice en Florentine Van den Berghe.
Hij deed zijn middelbare studies aan het Sint-Barbaracollege (Gent).
Battice werd priester gewijd op 19 april 1862 en werd meteen zowel leraar als surveillant in het Sint-Jozef-Klein-Seminarie in Sint-Niklaas.
In 1866 werd hij directeur en in 1877 president van het Bisschoppelijk Seminarie Gent.
Hij werd tevens vicaris-generaal, aartsdiaken en deken van het Sint-Baafskapittel.

## Hulpbisschop
Op 28 december 1877 werd Battice benoemd tot titulair bisschop van Pella en coadjutor van het bisdom Gent en op 20 januari 1878 werd hij bisschop gewijd door Hendrik Frans Bracq die toen bisschop van Gent was. Als bisschopsleuze koos hij Adveniat regnum tuum (Uw rijk kome).
Op 19 april 1880 wijdde hij de Sint-Jozefskerk in Sint-Niklaas in. Op 13 juni 1880 legde hij de eerste steen van de kerk van Sint-Macharius en op 30 oktober 1881 wijdde hij ze voorlopig in.
Op 1 maart 1886 nam hij ontslag omwille van ernstige gezondheidsredenen (epilepsie), hij werd als coadjutor opgevolgd door de latere bisschop Hendrik-Karel Lambrecht.
Hij overleed in het klooster te Grotenberge en werd begraven in het familiegraf op het Campo Santo (Gent) waar zijn vader en zijn broer François reeds lagen.